# Ad Lucem
Ad Lucem från 2012 är ett musikalbum med Anders Jormin och sångarna Erika Angell och Mariam Wallentin. Sångerna framförs på latin.

## Låtlista
Alla text och musik är skriven av Anders Jormin om inget annat anges.
1. Hic et nunc – 6:55
2. Quibus – 6:05
3. Clamor – 5:39
4. Vigor (Anders Jormin/Erika Angell/Fredrik Ljungkvist/Jon Fält/Mariam Wallentin) – 2:50
5. Inter semper et numquam (text: Pia Tafdrup) – 3:58
6. Lignum (Jon Fält) – 0:34
7. Matutinum – 4:20
8. Vox animæ – 5:04
9. Vesper est – 4:08
10. Lux – 6:22
11. Cæruleus – 5:10
12. Matutinum clausula – 1:02

## Medverkande
- Anders Jormin –bas
- Fredrik Ljungkvist – klarinett, basklarinett, tenorsax
- Jon Fält – trummor
- Erika Angell – sång
- Mariam Wallentin – sång

## Mottagande
Skivan fick ett gott mottagande när den kom ut med ett snitt på 4,1/5 baserat på nio recensioner.

## Listplaceringar
| Lista (2012) | Topplacering |
| ------------ | ------------ |
| Sverige      | 44           |